# Скибобинг
Скибобинг (познато као и скибајкинг или сноубајкинг) је зимски спорт који укључује оквир бицикла који уместо точкова има скије, а некад и ножне скије. Употреба ножних скија је оно што заправо дефинише скибобинг.
Иако је оригинална идеја за бицикл са скијама патентирана још 1892. године, а скибобинг је био облик транспорта на Алпима, прва међународна трка одржана је тек 1954. године. Седам година касније основана је Међународна федерација за скибобинг, која организује Светско првенство у скибобингу од 1967.
Иако се скибоб често меша са ски бициклима или бициклима за снег, они су различити. Овај спорт не треба мешати ни са сноубајкингом, што представља рекреативни спорт бициклизма на снегу.
Првобитно, скибобинг је био један од ретких метода помоћу којих су људи без снаге у коленима могли алпски скијати, али је убрзо постао популаран спорт међу физички способним. Главне атракције су брзина која се постиже и осећај џет скијања на снегу.
Аустријски скибобер Ерих Брентер је познат је по томе што је поставио први светски рекорд у брзини скибобинга у спусту 1964. године, на 164 km/h.